# Grzegorz Kowalski (artysta)
Grzegorz Kowalski (ur. 10 stycznia 1942 w Warszawie) – polski rzeźbiarz i performer.

## Życiorys
W latach 1959–1965 studiował na warszawskiej ASP, na Wydziale Rzeźby, w pracowni rzeźby prof. Jerzego Jarnuszkiewicza i w pracowni Projektowania Brył i Płaszczyzn prof. Oskara Hansena. W roku 1965 otrzymał dyplom z wyróżnieniem u prof. Jarnuszkiewicza. Po dyplomie do 1968 pracował jako asystent wolontariusz w pracowni prof. Hansena. W 1968 został asystentem prof. Jarnuszkiewicza, od 1972 adiunktem, od 1978 do 1980 starszym wykładowcą. W latach 1980–1985 prowadził Pracownię Rzeźby dla I–IV roku na Wydziale Wzornictwa Przemysłowego ASP, w latach 1983–1985 kierował Katedrą Kształcenia Ogólnoplastycznego na tym wydziale. W 1985 objął pracownię dyplomującą na Wydziale Rzeźby. W 1991 otrzymał tytuł profesora nadzwyczajnego, w 1992 - profesora zwyczajnego. W 2001 zmienił nazwę swej pracowni na Pracownię Przestrzeni Audiowizualnej. Pełnił też funkcje prodziekana (1978–1980) i dziekana (1987–1990) Wydziału Rzeźby. 
W latach 1972–1980 związany był także z Galerią Repassage.

## Pracownia Kowalskiego (Kowalnia)
Nieformalna grupa artystów, złożona z byłych uczniów Grzegorza Kowalskiego. W jej skład wchodzą m.in.: Paweł Althamer (dyplom 1993), Katarzyna Górna (dyplom 1994), Katarzyna Kozyra (dyplom 1993), Jacek Markiewicz (dyplom 1993), Monika Mamzeta (właśc. Monika Zielińska; dyplom 1996), Artur Żmijewski (dyplom 1995), którzy studiowali w Pracowni w pierwszej połowie lat 90. Potem wyszli z niej m.in. Anna Niesterowicz, Anna Konik, Jakub Wesołowski, Michał Dudek, Ewa Łuczak, a w 2008 roku – Anna Molska, Anna Senkara i Zofia Kwasieborska.

## Nagrody i odznaczenia
- 1969 – Wawrzyn Olimpijski - nagroda Polskiego Komitetu Olimpijskiego za rzeźby wykonane z okazji Igrzysk XIX Olimpiady (Meksyk 1968)[1]
- 1974 – Nagroda Związku Polskich Artystów Plastyków za „Najlepszą grafikę roku”
- 1979 – Nagroda Ministra Kultury i Sztuki III stopnia
- 1981 – Nagroda Rektorska I stopnia (z zespołem)
- 1983 – Nagroda Rektorska II stopnia
- 1985 – Nagroda Rektorska I stopnia
- 1987 – Złoty Krzyż Zasługi
- 1990 – Nagroda Rektorska I stopnia
- 1990 – Nagroda „Pegaza” (przyznana przez Rektora ASP)
- 1994 – Nagrody Ministra Kultury i Sztuki
- 2004 – Medal Komisji Edukacji Narodowej
- 2005 – Nagroda im. Cypriana Kamila Norwida w kategorii Sztuki Plastyczne
- 2012 – Złoty Medal „Zasłużony Kulturze Gloria Artis”[2]
- 2019 – Nagroda 100-lecia ZAiKS-u[3]

Źródło:.